# Никола Милић
Никола Милић (Јагодина, 21. октобар 1924 — Београд, 12. јануар 2000) био је српски глумац.

## Биографија
Никола Милић је рођен у Јагодини, у породици Светозара Милића, полицијског официра и Босиљке Милић, домаћице. Имали су седморо деце од којих је зрело доба доживео једино Никола. Сви чланови породице сахрањени на јагодинском гробљу, осим Николе који је сахрањен на Новом гробљу у Београду. Матурирао је у Јагодинској гимназији, дипломирао права на Правном факултету у Београду и апсолвирао Југословенску књижевност на Филолошком факултету у Београду. Са супругом Бојаном Беадер-Милић имаo je два сина, Милорада и Бојана.

## Каријера
За време студија био је члан аматерског позоришта Горан, у коме прави прве позоришне кораке. Након завршених студија добија посао у Војном тужилаштву али убрзо даје отказ, запошљава се у радио-драми Радио Београда и потпуно се посвећује позоришту. Године 1956. се запослио у Савременом позоришту у Београду, и након што је променио неколико београдских позоришта, између осталих Југословенско драмско позориште и Атеље 212, пензију дочекује у Београдском драмском позоришту на Црвеном крсту. Иако у пензији, био је позоришно активан све до своје смрти јануара 2000.
Преводио је са енглеског, француског и немачког језика. Са млађим сином Бојаном написао је Енциклопедију светске драме (Неопрес, Београд, 2016). У овај пројекат били су, као рецензенти, укључени Петар Волк и Јован Ћирилов, а редактуру је урадио Феликс Пашић.

## Награде
- Сребрна плакета филмског фестивала у Кунеу за главну улогу у филму Човек са фотографије 1965.
- Стеријина награда за улогу Доктора у представи Утва птица златокрила, 1969.
- Награда за епизоду на Данима комедије за улогу Тасе у представи Сумњиво лице, 1982.
- Орден рада са златним венцем СФРЈ, 1982.
- Награда за епизоду на Земун фесту за улогу Џефри Торнтона у представи Гардеробер, 1995

## Награда „Никола Милић”
У његову част, на Данима комедије у Јагодини, од 2005. године додељује се Награда „Никола Милић“ за најбољу епизодну улогу..

## Улоге
| Год.       | Назив                                          | Улога                        |
| ---------- | ---------------------------------------------- | ---------------------------- |
| 1950.-те   |                                                |                              |
| 1954.      | Сумњиво лице                                   | Суфлер                       |
| 1957.      | Мали човек                                     |                              |
| 1957.      | Зеница                                         | Комшија                      |
| 1958.      | Те ноћи                                        | Келнер                       |
| 1960.-те   |                                                |                              |
| 1960.      | Два погледа кроз кључаоницу (ТВ)               |                              |
| 1962.      | Три приче о Џефу Питерсу (ТВ)                  |                              |
| 1962.      | Циркус Универзал (ТВ)                          |                              |
| 1962.      | Приче из хотела (ТВ)                           |                              |
| 1963.      | Мушкарци                                       | Пацијент                     |
| 1963.      | Човјек са фотографије (ТВ)                     |                              |
| 1963.      | Банкет у Шаренграду (ТВ)                       |                              |
| 1964.      | Извесне обавезе (ТВ)                           |                              |
| 1964.      | Позориште у 6 и 5 (серија)                     |                              |
| 1965.      | Отац (ТВ)                                      |                              |
| 1965.      | После одмора (ТВ)                              |                              |
| 1965.      | Суданија (ТВ филм)                             |                              |
| 1965.      | Акција епеј (ТВ)                               |                              |
| 1965.      | Пирамида бога сунца                            | Бандит                       |
| 1966.      | Преноћиште(ТВ)                                 |                              |
| 1966.      | Провод (ТВ)                                    |                              |
| 1966.      | Време љубави                                   |                              |
| 1967.      | Љубав на плајваз (ТВ)                          |                              |
| 1967.      | Арсеник и старе чипке (ТВ)                     | Велечасни Харпер             |
| 1967.      | Кафаница на углу (ТВ)                          |                              |
| 1967.      | Будућност света (ТВ)                           |                              |
| 1967.      | Буђење пацова                                  | Конобар                      |
| 1967.      | Парничари (серија)                             |                              |
| 1967.      | Кад будем мртав и бео                          | Циганин са гитаром           |
| 1968.      | Младићи и девојке 1 (ТВ)                       |                              |
| 1968.      | Ноћно дежурство сестре Гризелде (ТВ)           |                              |
| 1968.      | Кад голубови полете                            | Рилетов отац                 |
| 1968.      | Дан одмора једног говорника (ТВ)               |                              |
| 1968.      | Све ће то народ позлатити (ТВ)                 |                              |
| 1968.      | Тако је ако вам се тако чини (ТВ)              | Господин Сирели              |
| 1968.      | Педикирка                                      |                              |
| 1968.      | Мартин Крпан с врха (ТВ)                       | Цар                          |
| 1969.      | Покојник (ТВ)                                  | Инжењер Павле Марић          |
| 1969.      | Крчма на главном друму (ТВ)                    |                              |
| 1969.      | Самци 2 (серија)                               |                              |
| 1969.      | Обично вече (ТВ)                               |                              |
| 1969.      | Вели Јоже (ТВ)                                 |                              |
| 1969.      | Рађање радног народа (серија)                  | Милетов отац                 |
| 1969.      | Заобилазни Арчибалд (серија)                   | Човек са бициклом            |
| 1970.-те   |                                                |                              |
| 1970.      | Седам писара (ТВ)                              |                              |
| 1970.      | Ђидо (ТВ)                                      | Станојло                     |
| 1970.      | Сирома сам ал’ сам бесан                       |                              |
| 1971.      | Све ће то народ позлатити (ТВ)                 |                              |
| 1971.      | Цео живот за годину дана (серија)              |                              |
| 1971.      | В. Р. - Мистерије организма                    |                              |
| 1971.      | Дипломци (серија)                              | Газда Панта                  |
| 1971.      | Операција 30 слова (серија)                    |                              |
| 1972.      | Муса из циркуса (ТВ)                           |                              |
| 1972.      | Смех са сцене: Савремено позориште             |                              |
| 1972.      | Незнани јунак (ТВ)                             |                              |
| 1972.      | Време коња                                     |                              |
| 1972.      | Женски разговори (серија)                      |                              |
| 1973.      | Кућевласник и паликућа (ТВ)                    |                              |
| 1973.      | Краљ Иби (ТВ)                                  | Краљ Венцеслас/Цар Алексеј   |
| 1973.      | Полицајци (ТВ)                                 |                              |
| 1973.      | Опасни сусрети (серија)                        |                              |
| 1974.      | Јауци са Змијања                               | Давид Штрбац                 |
| 1975.      | Игњатовић против Гебелса (ТВ)                  |                              |
| 1975.      | Одборници (серија)                             |                              |
| 1975.      | Ђавоље мердевине (серија)                      |                              |
| 1976.      | Влајкова тајна (ТВ)                            | Газда Милун                  |
| 1976.      | Изгубљена срећа (ТВ)                           | Груја                        |
| 1976.      | Кухиња (серија)                                | Дмитри                       |
| 1977.      | Секвенце и консеквенце (кратак филм)           |                              |
| 1977.      | Најдража деца драгих родитеља (ТВ)             |                              |
| 1977.      | Више од игре (серија)                          | Славко Вучковић „Цвикераш“   |
| 1977.      | Мушмуле са најлепшим жељама (ТВ)               |                              |
| 1978.      | Повратак отписаних (ТВ серија) (серија)        | Захарије С. Јовановић        |
| 1978—1979. | Чардак ни на небу ни на земљи (серија)         | Друг Зечовић                 |
| 1977—1979. | Вага за тачно мерење (серија)                  | Света                        |
| 1980.-те   |                                                |                              |
| 1980.      | Врућ ветар (серија)                            | Председник стамбене комисије |
| 1981.      | Краљевски воз                                  | Сељак                        |
| 1981.      | Лаф у срцу                                     | Пацијент без гуске           |
| 1981.      | Лов у мутном                                   | Мића                         |
| 1981.      | База на Дунаву (серија)                        | Боне Узуновић                |
| 1982.      | Канте или кесе (ТВ)                            | Друг Цвијовић                |
| 1982.      | Приче преко пуне линије (серија)               |                              |
| 1983.      | Приче из Непричаве (серија)                    |                              |
| 1983.      | Развојни пут Боре Шнајдера (ТВ)                | Пикља Сиргић                 |
| 1984.      | Не тако давно (мини-серија)                    |                              |
| 1984.      | Провинција у позадини (ТВ)                     | Сахимез                      |
| 1985.      | Жикина династија                               | Конобар                      |
| 1986.      | Лијепе жене пролазе кроз град                  | Никола                       |
| 1986.      | Приче са краја ходника (ТВ)                    | Васа                         |
| 1986.      | Исправка судског клуподера (ТВ)                |                              |
| 1986.      | Свечана обавеза (ТВ)                           | Продавац књига               |
| 1987.      | Сазвежђе белог дуда (серија)                   | Чика Чеда                    |
| 1987.      | Живот у гробљанској (ТВ)                       | Удовац                       |
| 1987.      | Бољи живот (серија)                            | Пацијент                     |
| 1987.      | Хајде да се волимо                             | Деда Вукашин                 |
| 1988.      | Једног лепог дана                              | Кустос                       |
| 1988.      | Портрет Илије Певца (мини-серија)              |                              |
| 1988.      | Сунцокрети                                     | Коста Петровић               |
| 1988.      | Јазавац пред судом (ТВ)                        | Давид Штрбац                 |
| 1989.      | Другарица министарка (серија)                  | Вита Павловић                |
| 1990.-те   |                                                |                              |
| 1990.      | Гала корисница: Атеље 212 кроз векове (ТВ)     |                              |
| 1990.      | Заборављени (ТВ серија) (серија)               | Старац у болници             |
| 1990.      | Хајде да се волимо 3                           | Директор хотела              |
| 1991.      | Секула се опет жени                            | Кривошија                    |
| 1991.      | Глинени голубови (ТВ)                          | Свештеник                    |
| 1990—1991. | Бољи живот 2 (серија)                          | Миладин Никифоровић          |
| 1992.      | Секула невино оптужен                          | Кривошија                    |
| 1992.      | Полицајац са Петловог брда (филм)              | Шеф                          |
| 1993.      | Полицајац са Петловог брда (ТВ серија из 1993) | Шеф                          |
| 1993—1994. | Срећни људи                                    | Ђура Недељковић „Султан“     |
| 1994.      | Полицајац са Петловог брда (ТВ серија из 1994) | Шеф                          |
| 1995.      | Театар у Срба                                  | Милан Предић                 |
| 1996.      | Горе доле                                      | Службеник у савезном         |